# 昂塞维尔 (瓦兹省)
昂塞维尔（法語：Anserville，法語發音：[ɑ̃sɛʁvil]）是法国瓦兹省的一个旧市镇，属于博韦区。2016年，昂塞维尔与市镇福瑟斯和博尔内勒合并为新的博尔内勒。

## 地理
昂塞维尔（49°13'36"N, 2°12'36"E）面积6.81 平方千米，位于法国上法蘭西大區瓦兹省，该省份为法国北部内陆省份，北起索姆省，西接厄尔省和滨海塞纳省，南至塞纳-马恩省和瓦兹河谷省，东临埃纳省。
与昂塞维尔接壤的市镇（或旧市镇、城区）包括：博尔内勒、迪约多内、埃什、福瑟斯、泰勒地区莫特方丹、皮瑟勒欧贝热。

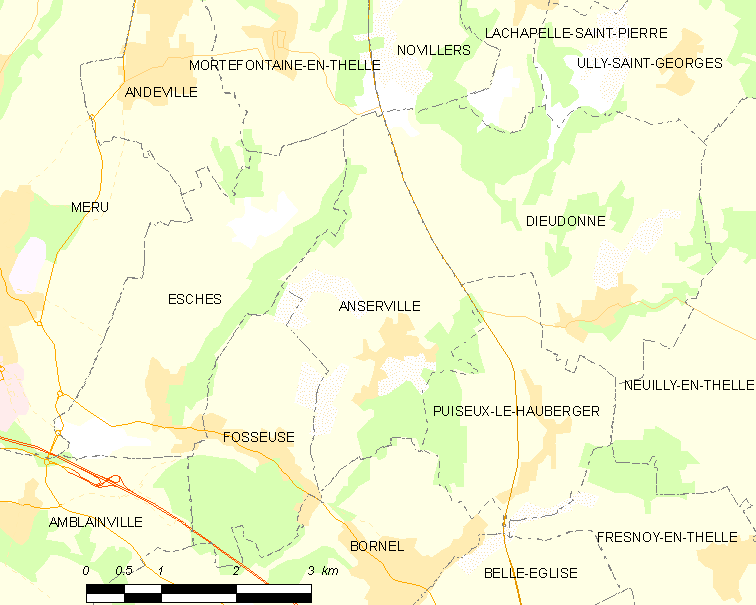
的OSM定位图

昂塞维尔的时区为UTC+01:00、UTC+02:00（夏令时）。

## 行政
昂塞维尔的邮政编码为60540，INSEE市镇编码为60018。

## 政治
昂塞维尔所属的省级选区为梅吕县。

## 人口

1962-2008年间人口变化图示

昂塞维尔于2018年1月1日时的人口数量为469人。